# サワーオレンジ (競走馬)
サワーオレンジ（欧字名:Sour Orange、1973年4月6日 - 1985年3月27日）はアメリカ合衆国の競走馬、繁殖牝馬。競走馬としては目立った成績は残せなかったが、繁殖牝馬として日本に輸入された後、優駿牝馬を勝ったシャダイアイバーら2頭の重賞馬の母となった。

## 生涯
1976年5月にアメリカで競走デビュー。現役時代はメイドン競走14戦、アローワンス競走4戦を走り、10月のレースを最後に引退した。通算成績は18戦1勝で、現役期間は僅か5か月だった。
1977年に日本に輸入され、北海道千歳市の社台ファームや早来町の社台ファーム早来で繁殖生活を送った。ノーザンテーストとの配合で生産したシャダイアイバーが1982年に優駿牝馬を制し、サワーオレンジは晴れて八大競走の勝ち馬の母となった。しかし3年後の1985年3月27日、リアルシャダイとの仔を出産した直後に死亡した。没後の1988年にはシャダイアイバーの全妹ダイナオレンジが新潟記念を優勝している。
早世したことで産駒は僅か6頭にとどまったが、シャダイアイバーとダイナオレンジは共に繁殖牝馬としても優秀な成績を収めており、前者の系統からはGI2勝のエアジハードを筆頭にプレシャスカフェ、ユールシンギング、ペインテドブラック、ジャスティンカフェなどが、後者の系統からはセンターライジング、エイティーンガールなどが出ている。

## 繁殖成績
|       | 生年   | 馬名               | 性 | 毛色   | 父               | 馬主                   | 管理調教師       | 戦績            | 出典  |
| ----- | ------ | ------------------ | -- | ------ | ---------------- | ---------------------- | ---------------- | --------------- | ----- |
| 初仔  | 1978年 | アサクサケンシン   | 牡 | 鹿毛   | ダストコマンダー | 田原慶子               | 美浦・稲葉隆一   | 30戦2勝         | [ 4 ] |
| 2番仔 | 1979年 | シャダイアイバー   | 牝 | 鹿毛   | ノーザンテースト | 吉田善哉               | 美浦・二本柳俊夫 | 7戦3勝（繁殖）  | [ 5 ] |
| 3番仔 | 1980年 | シャダイアッティカ | 牝 | 黒鹿毛 | エルセンタウロ   | 吉田善哉               | 美浦・野平祐二   | 5戦1勝（繁殖）  | [ 6 ] |
| 4番仔 | 1981年 | ダイナアティカ     | 牝 | 鹿毛   | パーソロン       | （有）社台レースホース | 美浦・二本柳俊夫 | 3戦0勝（繁殖）  | [ 7 ] |
| 5番仔 | 1983年 | ダイナオレンジ     | 牝 | 栗毛   | ノーザンテースト | （有）社台レースホース | 美浦・鈴木康弘   | 43戦8勝（繁殖） | [ 8 ] |
| 6番仔 | 1985年 | アブサロム         | 牡 | 黒鹿毛 | リアルシャダイ   | （有）社台レースホース | 美浦・二本柳俊夫 | 0戦0勝          | [ 9 ] |

## 主要なファミリーライン
太字はGI級競走優勝馬。
- *サワーオレンジ 1973
  - シャダイアイバー 1979（優駿牝馬）
    - ブラウンアイボリー 1985（OP1勝）
      - エアインセンス 1995
        - プレシャスカフェ 1999（シルクロードステークス、CBC賞）
        - アロマキャンドル 2005（スイートピーステークス、いちょうステークス）
          - ランデックアロマ 2012（ハヤテスプリント）

    - アイシーゴーグル 1987
      - エアジハード 1995（安田記念、マイルチャンピオンシップ、富士ステークス）

    - オークツリー 1989
      - クリスマスツリー 1995（ターコイズステークス）
        - ジョリーノエル 2002
          - ユールシンギング 2010（セントライト記念、新潟大賞典）
          - アンジェリカス 2013
            - ユリーシャ 2020（エルフィンステークス）

      - ペインテドブラック 1996（ステイヤーズステークス、青葉賞）
      - ギミーシェルター 2001
        - カジノブギ 2013
          - ジャスティンカフェ 2018（エプソムカップ）

    - ガレオン 1990（OP1勝）

  - ダイナオレンジ 1983（新潟記念）
    - スマイリングカット 1991
      - オレンジジェラート 1998
        - ダイワリベラル 2011（せきれい賞）

    - センターライジング 1993（サンケイスポーツ賞4歳牝馬特別）
      - センターグランタス 2004
        - エイティーンガール 2016（京阪杯、キーンランドカップ）

牝系図の出典：牝系検索α

## 血統表
| サワーオレンジの血統       | サワーオレンジの血統                                      | サワーオレンジの血統                                      | （血統表の出典）                                          | （血統表の出典） |
| 父系                       | ハイペリオン系                                            | ハイペリオン系                                            | ハイペリオン系                                            |                  |
| 父 Delta Judge 黒鹿毛 1960 | 父の父Traffic Judge 栗毛 1952                             | Alibhai                                                   | Hyperion                                                  | Hyperion         |
| 父 Delta Judge 黒鹿毛 1960 | 父の父Traffic Judge 栗毛 1952                             | Alibhai                                                   | Teresina                                                  |                  |
| 父 Delta Judge 黒鹿毛 1960 | 父の父Traffic Judge 栗毛 1952                             | Traffic Court                                             | Discovery                                                 | Discovery        |
| 父 Delta Judge 黒鹿毛 1960 | 父の父Traffic Judge 栗毛 1952                             | Traffic Court                                             | Traffic                                                   |                  |
| 父 Delta Judge 黒鹿毛 1960 | 父の母Beautillion 青毛 1953                               | Noor                                                      | Nasrullah                                                 | Nasrullah        |
| 父 Delta Judge 黒鹿毛 1960 | 父の母Beautillion 青毛 1953                               | Noor                                                      | Queen of Baghdad                                          |                  |
| 父 Delta Judge 黒鹿毛 1960 | 父の母Beautillion 青毛 1953                               | Delta Queen                                               | Bull Lea                                                  | Bull Lea         |
| 父 Delta Judge 黒鹿毛 1960 | 父の母Beautillion 青毛 1953                               | Delta Queen                                               | Bleebok                                                   |                  |
| 母 Lady Attica 栗毛 1967   | 母の父Spy Song 黒鹿毛 1943                                | Balladier                                                 | Black Toney                                               | Black Toney      |
| 母 Lady Attica 栗毛 1967   | 母の父Spy Song 黒鹿毛 1943                                | Balladier                                                 | Blue Warbler                                              |                  |
| 母 Lady Attica 栗毛 1967   | 母の父Spy Song 黒鹿毛 1943                                | Mata Hari                                                 | Peter Hastings                                            | Peter Hastings   |
| 母 Lady Attica 栗毛 1967   | 母の父Spy Song 黒鹿毛 1943                                | Mata Hari                                                 | War Woman                                                 |                  |
| 母 Lady Attica 栗毛 1967   | 母の母Attica 栗毛 1953                                    | Mr. Trouble                                               | Mahmoud                                                   | Mahmoud          |
| 母 Lady Attica 栗毛 1967   | 母の母Attica 栗毛 1953                                    | Mr. Trouble                                               | Motto                                                     |                  |
| 母 Lady Attica 栗毛 1967   | 母の母Attica 栗毛 1953                                    | Athenia                                                   | Pharamond                                                 | Pharamond        |
| 母 Lady Attica 栗毛 1967   | 母の母Attica 栗毛 1953                                    | Athenia                                                   | Salaminia                                                 |                  |
| 母系(F-No.)                | (FN:8-g)                                                  | (FN:8-g)                                                  | (FN:8-g)                                                  | [ § 2 ]          |
| 5代内の近親交配            | Selene 5×5、Peter Pan 5×5（母内）、Man o' War 5×5（母内） | Selene 5×5、Peter Pan 5×5（母内）、Man o' War 5×5（母内） | Selene 5×5、Peter Pan 5×5（母内）、Man o' War 5×5（母内） | [ § 3 ]          |
| 出典                       | 1. 2. 3.                                                  | 1. 2. 3.                                                  | 1. 2. 3.                                                  | 1. 2. 3.         |

- 伯父に1968年英ダービー勝ち馬で種牡馬としても成功したサーアイヴァーがいる。